# .sg
.sg és el domini de primer nivell territorial (ccTLD) de Singapur. L'administra el Singapore Network Information Centre. Els registres es processen mitjançant registradors acreditats.
El 2011, es van registrar dos noms de domini internacionalitzats per a Singapur, dedicats a noms de domini el les llengües del país. Els dominis són .新加坡 i .சிங்கப்பூர். El pla era de començar a acceptar sol·licituds dels propietaris de dominis ja existents el juliol de 2011 i activar-los el setembre de 2011.

## Dominis de segon nivell
- .com.sg - Entitats comercials
- .net.sg - Proveïdors i operadors de xarxa
- .org.sg - Organitzacions al Registre de Societats
- .gov.sg - Organitzacions governamentals
- .edu.sg - Institucions educatives
- .per.sg - Noms de domini personals
- .idn.sg - Noms de domini en xinès i tàmil
- .sg - Obert a tothom que tingui una adreça postal de Singapur vàlida.